# Lindome IBK
Lindome IBK är en innebandyklubb i Lindome som bildades 1988 och har lag i åldrar från 7 år till +50.
Hemmaarena är Almåshallen med två hallar i Lindome Centrum men utnyttjar stundtals även Skånhälla och Sinntorpskolan, 
båda i Lindome, samt Eken och Streteredskolan i Kållered. Föreningen har cirka 40 lag i seriespel.